# Santa Cruz County (Californië)
Santa Cruz County, officieel de County of Santa Cruz, is een van de 58 county's in de Amerikaanse deelstaat Californië. De county ligt in de regio Central Coast van Californië, net ten zuiden van de San Francisco Bay Area. Santa Cruz County omvat het noorden van de Baai van Monterey; de zuidelijke kust ligt in Monterey County.
Er woonden 262.382 mensen in Santa Cruz County in 2010. De hoofdplaats en grootste stad is Santa Cruz, een stadje van zo' 63.000 inwoners, bekend om de Universiteit van Californië - Santa Cruz. Ook bekend in de county is de Santa Cruz Beach Boardwalk, het oudste nog bestaande pretpark van de staat, en verschillende stranden. De streek is een populaire bestemming voor surfers.

## Geschiedenis
Het was een van de eerste county's en werd gevormd in 1850. Oorspronkelijk droeg de county de naam "Branciforte", genoemd naar de inheemse gemeenschap die daar gesticht werd in 1797. Nog geen twee maanden later veranderde de naam naar "Santa Cruz". Het werd genoemd naar het missiehuis "Santa Cruz" waarvan de opbouw startte in 1791 en eindigde in 1794. Het missiehuis werd vernield door een aardbeving in 1857 en werd vervangen door een kleiner replica in 1931. "Santa Cruz" betekent in het Spaans "heilig kruis'.

## Geografie
De county heeft een totale oppervlakte van 1573 km² (607 mijl²) waarvan 1153 km² (445 mijl²) land is en 419 km² (162 mijl²) of 26.67% water is.

### Aangrenzende county's
- San Mateo County - noordwest
- Santa Clara County - noordoost
- San Benito County - zuidoost
- Monterey County - zuidoost/zuiden

### Steden en dorpen
| - Amesti - Aptos - Aptos Hills-Larkin Valley - Ben Lomond - Bonny Doon - Boulder Creek - Capitola - Corralitos - Day Valley - Felton - Freedom | - Interlaken - Live Oak - Mount Hermon - Opal Cliffs - Rio del Mar - Santa Cruz - Scotts Valley - Soquel - Twin Lakes - Watsonville |